# Philippe Pellet
Pour les articles homonymes, voir Pellet.
Philippe Pellet est un auteur de bande dessinée français né le 15 février 1970 à La Réunion.

## Biographie
Né à La Réunion, Philippe Pellet déménage en France métropolitaine en 1986. Après des études en graphisme et en publicité, il rencontre Éric Cartier, qui le met en relation avec Dominique Latil. La carrière professionnelle  de Pellet démarre lorsqu’il crée avec Latil la série Les Guerriers dont le premier album sort en 1996. Philippe Pellet est aussi cofondateur du Gottferdom Studio en 1997.
En l'an 2000, sur un scénario de Christophe Arleston, paraît le premier tome de la série d'heroic fantasy Les Forêts d'Opale, que Pellet dessine pendant quinze ans pour les neuf premiers volumes. Le dessinateur emploie un trait réaliste avec un grand soin du détail selon Actua BD.
En 2020, il devient auteur complet avec le fruit de trois années de travail : Sheïd, une nouvelle série dont le premier volume est accueilli positivement,. Le dessinateur se montre toujours méticuleux dans les détails selon La Provence.

### Vie familiale
Il est le fils du peintre réunionnais Pierre Pellet.

## Publications
- Les Guerriers, scénario de Dominique Latil, Soleil Productions, coll. Soleil de nuit, 4 tomes, 1996 - 1998
- Les Forêts d'Opale, scénario de Scotch Arleston, Soleil Productions, 9 tomes, 2000 - 2015.
- Sheïd, scénario et dessin, éd. Bamboo, coll. Drako

1. Le Piège de Mafate, 2020  (ISBN 978-2-490-73506-8)